# سارگیس زابونیان
سارگیس زابونیان (ارمنی: Սարգիս Զաբունյան؛ زادهٔ ۲۶ سپتامبر ۱۹۳۸) نقاش و هنرمند مفهوی-چیدمان ارمنی‌تبار زاده ترکیه که در فرانسه زندگی می‌کند.

## زندگی‌نامه
وی در سال ۱۹۳۸ در استانبول به دنیا آمد. سارگیس پیش از نقل مکان به پاریس در سال ۱۹۶۴ به فراگیری زبان فرانسه، نقاشی و طراحی داخلی پرداخت. وی در سال ۱۹۶۷ برنده جایزه نقاشی در Biennale de Paris شد و اثر خویش Connaissez-vous Joseph Beuys ? را در Salon de Mai به نمایش گذاشت.